# Liebstadia humerata
Liebstadia humerata är en kvalsterart som beskrevs av Sellnick 1928. Liebstadia humerata ingår i släktet Liebstadia och familjen Liebstadiidae. Inga underarter finns listade i Catalogue of Life.